# Обле
Обле (пол. Oble) — село в Польщі, у гміні Ядув Воломінського повіту Мазовецького воєводства.
Населення — 84 особи (2011).
У 1975-1998 роках село належало до Седлецького воєводства.

## Демографія
Демографічна структура станом на 31 березня 2011 року:
|          | Загалом | Допрацездатний вік | Працездатний вік | Постпрацездатний вік |
| -------- | ------- | ------------------ | ---------------- | -------------------- |
| Чоловіки | 48      | 15                 | 26               | 7                    |
| Жінки    | 36      | 7                  | 21               | 8                    |
| Разом    | 84      | 22                 | 47               | 15                   |